# ヒルストリームローチ
ヒルストリームローチとはコイ目タニノボリ科の中でも特にタニノボリ亜科に属する魚の通称である。省略=条鰭綱

## 概要
タニノボリ亜科の中でも特に平たくエイのような形をした種がこの名で呼ばれる。多くの種は東南アジア一帯の川の上流に生息する。分類的にはドジョウに近く急流に住むことからヒルストリームローチ(HillStreamLoach)以外に吸い付きドジョウやタニノボリなどとも呼ばれる。

## 形態
横から見ると平たく急流に適応した流線型の形をしている。胸鰭と腹鰭が成長に伴い水平方向に広がり成魚になると吸盤のような働きをし岩やガラス面に吸い付く。口は完全に腹側に移動しており岩についた藻類などを舐めるように食べるのに適す。

## 生態
主に川の上流に生息しており岩に張り付いて移動している。吸盤のように張り付いているものの動きは機敏でいざとなれば岩から離れ泳いで別の岩へ移動する。自然化では岩に生えた藻類や一部の種は水生昆虫も食べるようであるが飼育下では匂いを覚えさせれば人工飼料も食べる雑食性である。

## 観賞魚として
近年ペットショップで熱帯魚として売られていることも多く独特なかわいらしい見た目から愛好家も多いがいまだ謎が多く飼育方法の確立されていない魚である。日本では輸入され始めてから日が浅く飼育者の数が多くなく情報が不足していること。また渓流に生息するため低温と水流を好むので一般的な熱帯魚の飼育環境とは若干異なる。餌も一応どんなものでも食べるが本来は藻類を食べているものと思われ、自然下で彼らが餌にする藻類を人工的にかつ大量に生産するのは難しい。ただどんなエサもよく食べ低温には強く丈夫であることからただ飼育するだけならば特に問題はないようである。